# 帕拉丁 (伊利諾伊州)
帕拉丁（英語：Palatine）是位於美國伊利諾伊州庫克縣的一個村落。

## 地理
帕拉丁的座標為42°07′01″N 88°02′26″W / 42.11694°N 88.04056°W，而該地最高點為海拔高度226米（即741英尺）。

## 人口
根據2010年美國人口普查的數據，帕拉丁的面積為35.64平方千米，當中陸地面積為35.27平方千米，而水域面積為0.37平方千米。當地共有人口68557人，而人口密度為每平方千米1,923人。

## 友好城市
- 法國 丰特奈勒孔特